# Rebecca Horner
Rebecca Horner (* 10. Februar 1989) ist eine ehemalige österreichische Kinderschauspielerin. Nach einer Ausbildung zur Balletttänzerin ist sie seit 2007 Mitglied des Wiener Staatsballetts. 2015 wurde sie von Ballettdirektor Manuel Legris zur Halbsolistin befördert, 2017 zur Solotänzerin.
Rebecca Horner lebt mit dem Choreografen und Balletttänzer Andrey Kaydanovskiy zusammen,  sie haben zwei Töchter und einen Sohn.
2019 erhielt sie den Fanny-Elßler-Ring.

## Filmografie
- 1995: Mein Opa ist der Beste, Regie: Helmuth Lohner
- 1996: Mein Opa und die 13 Stühle, Regie: Helmuth Lohner
- 1997: Die Superbullen
- 1997: Kiddy Contest, Moderation mit Elmer Rossnegger
- 1998: Frauen lügen nicht, Regie: Michael Juncker